# مايكل داميان
مايكل داميان (بالإنجليزية: Michael Damian)‏ هو مغني وكاتب سيناريو ومخرج وممثل أمريكي، ولد في 26 أبريل 1962 في الولايات المتحدة.

## أعمال

### مسلسلات
- ذا ينغ أند ذا رستلس

## وصلات خارجية
- مايكل داميان على موقع IMDb (الإنجليزية)
- مايكل داميان على موقع ألو سيني (الفرنسية)
- مايكل داميان على موقع ميوزك برينز (الإنجليزية)
- مايكل داميان على موقع أول موفي (الإنجليزية)
- مايكل داميان على موقع قاعدة بيانات برودواي على الإنترنت (الإنجليزية)
- مايكل داميان على موقع قاعدة بيانات برودواي على الإنترنت (الإنجليزية)
- مايكل داميان على موقع قاعدة بيانات الأفلام السويدية (السويدية)
- مايكل داميان على موقع إن إن دي بي (الإنجليزية)
- مايكل داميان على موقع ديسكوغز (الإنجليزية)
- مايكل داميان على موقع قاعدة بيانات الفيلم (الإنجليزية)